# (2214) Carol
(2214) Carol (1953 GF; 1977 RF7; 1977 TE7; 2519 P-L) ist ein Asteroid des äußeren Hauptgürtels, der am 7. April 1953 vom deutschen Astronomen Karl Wilhelm Reinmuth an der Landessternwarte Heidelberg-Königstuhl auf dem Königstuhl bei Heidelberg (IAU-Code 024) entdeckt wurde.

## Benennung
(2214) Carol wurde nach Carol D. Valenti in Anerkennung ihrer Dienste als Büromitarbeiterin des Central Bureau for Astronomical Telegrams seit 1974 und Mitarbeiterin des Minor Planet Centers seit 1978 benannt.